# جوآن فرانکا
جوآن فرانکا (به هلندی: Joan Franka) (زاده ۲ آوریل ۱۹۹۰) خواننده هلندی است.
او در مسابقه آواز یوروویژن ۲۰۱۲ نماینده هلند بود.